# Amphioplus thrombodes
Amphioplus thrombodes är en ormstjärneart som beskrevs av Hubert Lyman Clark 1918. Amphioplus thrombodes ingår i släktet Amphioplus och familjen trådormstjärnor. Inga underarter finns listade i Catalogue of Life.